# Imperial Glory
 (janvier 2011).
Imperial Glory est un jeu de stratégie au tour par tour créé par Pyro Studios, édité par Eidos Interactive et sorti le 5 mai 2005 en Europe. Imperial Glory sur PC est un wargame stratégique dont le concept est de changer le cours de l'Histoire en contrôlant le développement politique, économique, technologique et militaire de l'un des cinq grands empires entre 1789 et 1830. Le jeu se déroule sur 55 provinces et 59 régions maritimes à travers l'Europe et l'Afrique du Nord.

## Caractéristiques
Imperial Glory comprend :
- Deux modes de jeu ; gestion de l'empire tour à tour et batailles navales et terrestres en 3D temps réel. Les batailles peuvent être traitées automatiquement par l'ordinateur, ce qui permet au joueur de se concentrer sur la gestion de son empire (politique, économie, technologie, infrastructures) et de confier les questions tactiques à ses généraux.
- Des batailles terrestres impressionnantes ; des environnements 3D forment l'arrière-plan des scènes de carnage. Les cartes de bataille, entièrement interactives, permettent au joueur de profiter des avantages tactiques du terrain (forêts, villages, rochers, barrières défensives, etc.).
- Des unités et des armes fidèles à l'Histoire ; les unités des différents empires, distinctes et reconnaissables par leurs uniformes, sont représentées en 3D, comme les soldats du début du XIXe siècle.
- Des batailles navales saisissantes ; les différentes classes de navires sont manœuvrées par des équipages ayant leurs propres compétences. Le joueur peut soit couler le vaisseau (par des tirs de boulets), soit l'immobiliser pour le capturer (par l'utilisation de boulets chaînés pour abattre les gréements ou de la mitraille pour éliminer l'équipage du navire ennemi).
- Différents empires ; le joueur peut choisir un des grands empires de l'époque, à savoir la Grande-Bretagne, la France, la Russie, la Prusse et l'Autriche. Chaque empire possède ses forces et ses faiblesses, qui peuvent évoluer au cours du jeu.
- Un modèle de gestion complet ; le modèle de gestion permet de proposer un jeu qui comprend aussi bien guerres que diplomatie, politique, commerce et recherche technologique.
- Un arbre technologique riche ; le jeu comporte 70 avancées technologiques pour chaque empire, regroupées en diverses branches : militaire, politique-diplomatie, exploitation des ressources et commerce, sans oublier les « quêtes » historiques.
- Un mode multijoueur ; le jeu comprend aussi un mode multijoueur, dans lequel le joueur peut défier des adversaires humains sur Internet ou réseau local (LAN).

## Les empires
Dans Imperial Glory, le joueur incarne le souverain d'un des cinq grands empires, de 1789 à 1830 :
La France : Capitale : Paris | Grands stratèges : Napoléon, Davout, Ney
La Révolution a bouleversé le pays, mais il reste néanmoins un peuple victorieux, impatient de combattre et de retrouver sa gloire passée.
Dans le jeu, la France, en 1789, contrôle la Champagne, l'Île-de-France, la Bretagne, l'Aquitaine, la Provence et la Corse.
La Grande-Bretagne : Capitale : Londres | Grands stratèges : Wellington, Moore, Picton
L'Empire britannique, moderne par son industrie, habile en diplomatie, reste omniprésent en Europe par sa flotte invincible.
Dans le jeu, la Grande-Bretagne, en 1789, contrôle l'Angleterre, le Wales, l'Écosse et l'Irlande.
La Russie : Capitale : Saint-Pétersbourg | Grands stratèges : Koutouzov, Bagration[Lequel ?], Barclay de Tolly
Le secret de la puissance russe sur le continent et de son influence en Europe réside dans l'immensité de son territoire. Mais ce dernier est aussi son talon d'Achille, car il complique son développement industriel et économique. Les tsars usent donc d'une influence religieuse, militaire et diplomatique pour arriver à leurs fins.
Dans le jeu, la Russie, en 1789, contrôle Izhora, Minsk, Koursk, Kiev et Moscou.
La Prusse : Capitale : Berlin | Grands stratèges : Blücher, Brunswick, Bülow[Lequel ?]
La Prusse contrôle habilement l'économie et la diplomatie en Europe. Sa population habituée aux travaux collectifs et sa tradition militaire que laisse les souverains des deux siècles précédent font de la Prusse une puissance majeure en Europe.
Dans le jeu, la Prusse, en 1789, contrôle le Brandebourg, la Silésie et la Prusse-Orientale.
L'Autriche : Capitale : Vienne | Grands stratèges : Charles Schwarzenberg, Hohenzollern[Lequel ?]
Le cœur aristocratique de l'Autriche évoque un passé glorieux, dans lequel ce pays a réussi à se tailler une place dans l'Europe de l'époque. Composée de plusieurs nations, toutes fidèles à l'Empereur, digne représentante du Saint-Empire romain germanique, l'Autriche ne renonce pas aux valeurs de la noblesse et de la royauté.
Dans le jeu, l'Autriche, en 1789, contrôle l'Autriche, la Bohême, la Hongrie et la Galicie.

## Les autres pays
Outre les cinq grands empires, les provinces de l'Europe et de l'Afrique du Nord sont partagées en états indépendants, avec lesquels le joueur peut commercer, s'allier ou bien les annexer à son territoire, mais ces pays possèdent leurs armées et leurs navires.
Les pays sont :
- Suède
- Royaume de Danemark
- Royaume de Hanovre
- Royaume de Saxe
- République batave
- République helvétique
- Royaume de Sardaigne
- Royaume de Lombardie-Vénétie
- États pontificaux
- Royaume des Deux-Siciles
- Duché de Varsovie
- Principauté de Moldavie
- Empire ottoman
- Province ottomane d'Égypte
- Beylicat de Tunis
- Empire chérifien
- Royaume d'Espagne
- Royaume de Portugal

## Système de jeu
La partie commence lorsque le joueur choisit son empire. Alors, il se trouve face à la carte de l'Europe centrée sur sa nation, en juillet 1789. Il peut ainsi faire plusieurs actions dès son tour de jeu arrivé, comme créer une route commerciale, conclure une alliance, construire un bâtiment, lever une armée ou construire un navire, déplacer une armée ou un navire, rechercher une nouvelle technologie, etc. Toutes ces actions s'organisent dans des écrans de contrôle, un pour la diplomatie, un pour les recherches technologiques et un pour chaque province, que le joueur peut sélectionner, sans oublier le menu principal. En outre, sur l'écran principal s'affiche le nombre de ressources que le joueur possède (dont pièces d'or, matières premières, population et vivres). Enfin, on peut y trouver aussi un écran pour les « quêtes historiques » et trois cartes différentes (carte militaire, carte commerciale et carte des statistiques).

### Ressources et bâtiments
Tout au long du jeu, le joueur doit prélever des ressources, source de tout, avec lesquelles il pourra commercer (sauf avec les ressources « hommes »), construire des bâtiments, payer des tributs, lever navires et troupes. Quatre ressources sont présentes dans Imperial Glory :
- Les pièces d'or, base de l'économie et ressource principale.
- Les matières premières, idéales pour la construction de navires et de bâtiments.
- Les hommes, utilisés pour lever armées, navires et pour la construction de bâtiment à l'étranger.
- Les vivres, obligatoires pour lever armées et navires, mais aussi pour les ravitailler.

Quant aux bâtiments, ils sont identiques pour tous les pays, mais chacun peut les construire dès qu'il le souhaite. Au début de la partie, le joueur devra choisir une recherche technologique, dont le résultat est souvent l'accès à un nouveau bâtiment, comme une écurie, un arsenal, un entrepôt, un hôpital, etc. Les bâtiments se construisent dans les provinces, faisant alors bénéficier ces dernières de nouvelles compétences ; si un joueur construit un arsenal dans une province, celle-ci pourra produire des canons, en revanche, s'il construit un arsenal supérieur dans la même province, elle pourra produire des canons et des canons d'une classe supérieure, plus puissants mais plus chers. Ce système s'applique aussi aux bâtiments économiques, comme la scierie, qui fera augmenter le rendement en matières premières de la province.
Pour construire un bâtiment, il faut le nombre de ressources indiqué. Mais on ne peut construire tous les bâtiments dans une même province, surtout les provinces qui ne sont pas des capitales, ou les provinces placées en bord de mer, pouvant accueillir des ports et des chantiers navals.
Le joueur peut donc privilégier et améliorer son économie, son armée, ou les deux en même temps, par l'intermédiaire des bâtiments. Il faut donc construire intelligemment, c'est-à-dire ne pas développer qu'une seule sorte de bâtiment, car le développement du pays risque de ne pas suivre les attentes du joueur. Si un joueur favorise l'économie (en oubliant le militaire, il ne pourra développer son armée), il sera pris au piège lorsqu'une nation lui déclarera la guerre. Au contraire, si le joueur ne favorise que le militaire, il ne pourra plus suffisamment ravitailler son armée, payer un tribut ou créer des unités ayant un coût élevé, et son armée du moment risquera donc de dépérir.
Enfin, il ne faut pas oublier qu'à chaque nouvelle ère, de nouveaux bâtiments, plus sophistiqués, font leur apparition.

### Recherches technologiques et ères
Dans une période s'étendant de 1789 à 1830, le développement d'un empire se divise en trois ères, celles-ci rythmées par une vingtaine de technologies, toutes apportant progrès et puissance au pays.
Ces recherches technologiques, divisées en quatre genres, ressources, militaire, politique et commerce, n'ont pas de coût, mais ont un temps d'attente avant leur mise en marche. Au début de la première, le joueur possède quatre technologies, qui permettront, par le biais d'un système « d'arbre généalogique », d'améliorer le pays dans les quatre genres, avant d'arriver à la technologie « Ère suivante », la dernière de « l'arbre ». Cette technologie n'apporte rien, matériellement, mais permet d'accéder à l'ère suivante, qui donnera un nouvel arbre technologique. Lors du passage de la première ère à la seconde, le joueur devra choisir entre le régime démocratique et le régime autocratique. Lors du passage de la seconde ère à la troisième, si le joueur a choisi la démocratie, il devra choisir entre établir une république ou une monarchie constitutionnelle. S'il a préféré l'autocratie, il devra faire son choix entre instaurer une dictature ou établir une monarchie absolue. Chaque régime possède des avancées technologiques qui lui sont propres, ainsi qu'une quête pour chacun d'eux.

### Les armées
L'armée est indispensable pour la sauvegarde d'un empire. Sans armée, le joueur ne pourra conquérir, et encore moins se défendre.

#### Créer des troupes, chefs et armées
Il est donc impératif de lever une armée assez rapidement. Les technologies aideront le joueur à sophistiquer son armée et les matières premières ainsi que les vivres à la créer ainsi qu'à la ravitailler. Pour lever une armée, il faut des troupes. Les troupes se recrutent dans les casernes, pour l'infanterie, dans les écuries, pour la cavalerie, et dans les arsenaux, pour l'artillerie. Plus la troupe a un faible coût, plus son temps de création, ses besoins en ravitaillement et sa puissances sont faibles. Au contraire, plus elle a un coût élevé, plus son temps de création, ses besoins en ravitaillement et sa puissances sont élevés. Les troupes « faibles » se recrutent dans les bâtiments militaire basiques, tandis que les unités puissantes se recrutent dans les bâtiments militaires supérieurs. Ainsi, plus la province possède de bâtiments militaires, plus elle peut entraîner de troupes.
Une fois créées, les troupes ne peuvent combattre directement. Elles doivent rejoindre une armée commandée par un officier. Les officiers s'enrôlent comme les troupes d'infanterie, dans une caserne. Et comme les troupes, l'officier peut, grâce aux technologies et aux bâtiments, gagner en expérience et peut monter en grade. Plus le grade d'un officier est élevé, plus il peut avoir de troupes sous son commandement et plus ses chances de victoires augmentent.
Ainsi, le joueur peut créer des armées prêtes à marcher sur l'Europe.

#### Déclaration de guerre
Avant d'envahir un pays, le joueur peut lui déclarer la guerre, par l'intermédiaire de l'interface diplomatique. Ou bien, il suffit de faire entrer une armée, sans prévenir l'adversaire : c'est une attaque surprise. Si le joueur a des alliés, il peut leur demander une intervention armée. Par contre, si le pays envahi possède des alliés, ces derniers vont directement déclarer la guerre à l'envahisseur. C'est le système des alliances.
Une fois la guerre proclamée, l'envahisseur peut envoyer ses armées sur les provinces composant le pays ennemi. Alors, deux options apparaissent :
- La province est libre de toutes armées défensives, elle passe donc sous contrôle de l'envahisseur.
- La province est défendue par une armée ennemie, alors, une bataille fait rage.

Il faut préciser que seules trois armées pourront combattre. Si d'autres armées sont présentes, elle serviront de renfort.
Avant le commencement de la bataille, un écran s'affiche, indiquant le lieu de la bataille, le niveau de la bataille, les effectifs des deux armées (attaquant et défenseur), les troupes composant les armées et un message demandant si le joueur souhaite « diriger personnellement la bataille » ou battre en retraite.
Si le joueur ne souhaite pas diriger personnellement la bataille, l'ordinateur le fera, mais les chances de victoire sont faibles.
S'il décide de battre en retraite, il perdra beaucoup de troupes.
Enfin, il peut diriger la bataille et tenter de remporter la victoire.

#### La bataille

##### Avant la bataille
Dans la bataille, il y a un défenseur, le joueur ayant une armée placée sur la province, ainsi qu'un attaquant, le joueur attaquant le défenseur par le biais de son armée, qu'il a déplacée vers l'armée ennemie, sur la carte du jeu.
Le défenseur se trouvera proche d'infrastructures défensives comme des maisons, des fermes, des bois, des rochers ou encore des barrières...
Le joueur arrivera donc sur le terrain de bataille, avec une présentation rapide du terrain.
Il peut aussi choisir de placer ses troupes dans le lieu délimité par le carré rouge. Il placera ses troupes de manière stratégique, en leur faisant adopter des formations particulières, etc. Une fois ses troupes mises en place, la bataille peut commencer.
Le joueur devra veiller à bien positionner ses troupes au début de la partie car il plus difficile de bien les organiser lors de la bataille.

##### Lors de la bataille
Pour gagner, il y a deux options :
- Victoire par le temps ; le joueur doit rester en possession de deux « positions stratégiques », pendant un temps délimité, sans s'en faire déloger par l'ennemi.
- Victoire totale ; le joueur doit annihiler toutes les troupes ennemies.

Généralement, il est plus simple d'annihiler l'armée ennemie.
Il ne faut pas oublier que le joueur peut changer les formations, la vitesse, le mode d'attaque et autres compétences de ses troupes de même que les participants de la bataille peuvent demander des renforts (seulement si quatre armées sont placées sur la province de bataille).

##### Après la bataille
Une fois la bataille terminée, le joueur :
- a gagné ; la province est sous son contrôle et l'armée ennemie défaite doit reculer jusqu'aux provinces environnantes.
- a perdu ; son armée défaite doit reculer jusqu'à la province limitrophe et la province qu'il convoitait reste sous contrôle ennemi.

Voilà comment se déroulent les opérations sur terre.

### Les navires
Chaque empire peut posséder des navires s'il a au moins un accès à la mer, c'est-à-dire un port (marine). En 1789, c'est-à-dire au début d'une partie:
- la France possède deux ports (Bretagne et Provence)
- la Grande-Bretagne, trois ports (Angleterre, Écosse et Irlande)
- la Russie, deux ports (Izhora et Koursk)
- la Prusse, un port (Prusse-Orientale)

Seule l'Autriche ne possède pas d'accès à la mer du fait de sa position centrale en Europe.

#### Créer les navires
Comme les troupes, les navires se créent dans des bâtiments, que les recherches technologiques mettent en place, comme le chantier naval ou le port de commerce. Le principe de bâtiments « basiques » et « supérieurs » s'applique aussi dans la marine.

#### Déclaration de guerre
Contrairement aux armées, deux navires de factions différentes ne peuvent engendrer une guerre. Il faut donc la déclarer par le biais diplomatique.
Une fois la guerre déclarée, lorsque le joueur placera un navire dans les eaux ayant un navire ennemi, une bataille aura lieu.
Avant le commencement de la bataille, un écran s'affiche, indiquant le lieu de la bataille, le niveau de la bataille, les effectifs de l'attaquant et du défenseur, les navires présents lors de la bataille et un message demandant si le joueur souhaite « diriger personnellement la bataille » ou battre en retraite.
Si le joueur ne souhaite pas diriger personnellement la bataille, l'ordinateur le fera, mais les chances de victoire sont faibles.
S'il décide de battre en retraite, il perdra beaucoup de navires.
Enfin, il peut diriger la bataille et tenter de remporter la victoire.

## Les unités
Les unités du jeu ont la même morphologie mais n'ont pas les mêmes compétences, suivant les factions.

### Les troupes
Les troupes de chaque pays, empires comme pays mineurs, sont classées de la plus faible à la plus puissante, et mises en place de la manière suivante : infanterie, cavalerie puis artillerie, éventuellement suivie d'unités spéciales.
- La France

1. Conscrits
2. Fusiliers
3. Grenadiers
4. Gardes Impériaux
5. Voltigeurs
6. Tirailleurs

1. Hussards
2. Lanciers
3. Grenadiers à cheval
4. Cuirassiers

1. Canon de 12 livres
2. Howitzer
3. Canon de 6 livres
4. Artillerie montée
5. Howitzer monté

- La Grande-Bretagne

1. Fantassins de ligne
2. Grenadier Guards
3. Black Watch
4. Fantassins légers
5. Fusiliers

1. Hussards
2. Household Cavalry
3. Life Guards

1. Canon de 12 livres
2. Howitzer
3. Canon de 6 livres
4. Artillerie montée
5. Howitzer monté

1. Fusées de Congrève

- La Russie

1. Conscrits
2. Mousquetaires
3. Grenadiers
4. Fantassins Ismaïlovski
5. Fantassins légers
6. Chasseurs

1. Hussards
2. Cosaques
3. Dragons
4. Garde du Tsar

1. Canon de 12 livres
2. Howitzer
3. Canon de 6 livres
4. Artillerie montée
5. Howitzer monté

- La Prusse

1. Landwehr
2. Mousquetaires
3. Grenadiers
4. Gardes Royaux
5. Fantassins légers
6. Jäger

1. Hussards
2. Uhlans
3. Dragons
4. Cuirassiers

1. Canon de 12 livres
2. Howitzer
3. Canon de 6 livres
4. Artillerie montée
5. Howitzer monté

- L'Autriche

1. Landwehr
2. Mousquetaires
3. Grenadiers
4. Gardes Royaux
5. Grenzer (en)
6. Jäger

1. Hussards hongrois
2. Uhlans
3. Dragons autrichiens
4. Cuirassiers

1. Canon de 12 livres
2. Howitzer
3. Canon de 6 livres
4. Artillerie montée
5. Howitzer monté

- Autres nations

1. Infanterie 1
2. Infanterie 2
3. Infanterie 2
4. Infanterie 4
5. Infanterie 5
6. (Infanterie 6)

1. Cavalerie 1
2. Cavalerie 2
3. Cavalerie 3
4. Cavalerie 4

1. Canon de 12 livres
2. Howitzer
3. Canon de 6 livres
4. Artillerie montée
5. Howitzer monté

1. (Spéciale 1)

### Lesnavires
Les navires sont les mêmes pour toutes les nations :
1. Sloop
2. Frégate
3. Navire de ligne